# Muhammad Hanif Wijaya
Muhammad Hanif Wijaya, född 22 november 1996, är en indonesisk bågskytt. Han deltog vid olympiska sommarspelen 2016.